# Várzea de Tavares
Várzea de Tavares ist ein Ort und eine ehemalige Gemeinde (Freguesia) im portugiesischen Kreis Mangualde. Die Gemeinde hatte 311 Einwohner (Stand 30. Juni 2011).
Am 29. September 2013 wurden die Gemeinden Várzea de Tavares, Travanca de Tavares und Chãs de Tavares zur neuen Gemeinde União das Freguesias de Tavares (Chãs, Várzea e Travanca) zusammengeschlossen.